# 黒石市立中郷小学校
黒石市立中郷小学校（くろいししりつ なかごうしょうがっこう）は、かつて青森県黒石市ぐみの木にあった公立小学校。2020年3月末閉校。

## 概要
黒石市の中心部にあり、周辺は市街地や住宅街となっていた。主な進学先は黒石市立中郷中学校。

## 沿革
- 1909年（明治42年）[1]
  - 10月1日 - 中郷尋常小学校として創立。同日開校式挙行。南津軽郡会議事堂を仮校舎とし、一部黒石尋常小学校の教室借用。5学級334名、職員5名で発足した。
  - 10月5日 - 授業開始。
  - 12月25日 - 株梗ノ木（ぐみのき）に校舎移転。
- 1910年（明治43年）
  - 4月2日 -  西馬場尻・飛内の両尋常小学校から、5学年と6学年年児童を転入。8学級になる。
  - 10月22日 - 4教室増築。
- 1912年（明治45年）4月1日 - 西馬場尻・飛内の両尋常小学校を中郷小の分教場とする。
- 1914年（大正3年）4月1日 - 高等科を併置し、中郷尋常高等小学校と改称。
- 1925年（大正14年）8月15日 - 2教室増築。
- 1928年（昭和3年）11月9日 - 大字東野添字浜町道北24番地[2]（現在地）に校舎新築移転。
- 1935年（昭和10年）12月8日 - 西馬場尻分教場、飛内分教場を合併。中郷分教場となる。
- 1940年（昭和15年）12月27日 - 文部省より校歌の認可。（作詞：土井晩翠、作曲：信時潔[3]）
- 1941年（昭和16年）4月1日 - 国民学校令により、中郷国民学校となる。
- 1947年（昭和22年）4月1日 - 学校教育法（旧法）により、中郷村立中郷小学校と改称。同日、中郷中学校を併置し、高等科生を中学校に移籍。
- 1948年（昭和23年）6月20日 - 中郷分教場が独立。中郷第二小学校を創立する[4]。
- 1949年（昭和24年）10月1日 - 創立40周年記念式挙行。
- 1954年（昭和29年）7月1日 - 町村合併により、黒石市立中郷小学校と改称。
- 1959年（昭和34年）11月20日 - 創立50周年記念式典挙行。
- 1967年（昭和42年）4月1日 - 学区改正により、柵ノ木・東新町・片裏町は黒石東小学校へ編入。
- 1969年（昭和44年）10月1日 - 創立60周年を迎える。
- 1970年（昭和45年）7月21日 - プール完成。
- 1972年（昭和47年）4月1日 - 学区改正により、緑町・大町・境松・西ヶ丘は黒石小学校へ編入。（ただし、該当地区から通う6学年児童のみ本校に残る）
- 1974年（昭和49年）9月4日 - ことばの教室開設。
- 1975年（昭和50年）9月6日 - 校舎新築工事開始。
- 1976年（昭和51年）9月9日 - きこえの教室開設。
- 1977年（昭和52年）
  - 4月1日 - 新校舎へ移転。
  - 10月5日 - 旧校舎解体作業開始。
  - 10月25日 - 新体育館工事着手。
- 1978年（昭和53年）
  - 4月17日 - 新体育館完成。
  - 8月28日 - 校庭完成。
  - 9月11日 - 前庭舗装完成。
  - 10月5日 - 校舎新築落成記念式典挙行。
  - 11月30日 - 遊具取り付け。
  - 12月6日 - ゴミ置場完成。
- 1979年（昭和54年）
  - 8月9日 - 校庭北側民家との境界地排水溝（約25m）工事完了。
  - 12月27日 - 4教室増築工事完了。
- 1980年（昭和55年）
  - 2月3日 - 創立70周年記念式典挙行。
  - 4月12日 - 児童増により4学級編制。
  - 7月22日 - 理科室の東側へ日本式庭園と池完成（昭和55年度卒業記念）。
  - 11月5日 - 校庭北側民家との境界地排水溝（約45m）工事完了。同日、体育館東側排水溝工事完了。
  - 11月10日 - 校庭北側民家との境界地フェンス（約45m）完成。
- 1981年（昭和56年）
  - 1月19日 - 機械警備施設設備完成（無人化システム）。
  - 4月1日 - こころの教室開設。
  - 5月28日 - 校庭に散水装置2ヶ所取り付け。
  - 6月5日 - 体育館にミニバスケットゴール一対取り付け。
  - 10月19日 - 北校舎と民家の境界地にフェンス完成。排水工事も完了。
- 1982年（昭和57年）6月17日 - 鉄棒の南側、民家との境界地フェンス工事及び排水溝工事完了（約30m）。
- 1984年（昭和59年）2月20日 - 3教室増築工事完了並びに受水槽の新設。
- 1986年（昭和61年）4月7日 -  「あおぎり運動」はじまる。
- 1989年（平成元年）10月1日 - 創立80周年記念式典挙行。
- 1990年（平成2年）11月5日 - 本校のシンボルである4本の「アオギリ」のうち、1本が強風で倒伏。新たに幼木1本を植樹した。
- 1991年（平成3年）8月20日 - 校庭改修。
- 1992年（平成4年）9月21日 - 初めて炊事遠足を実施。
- 1993年（平成5年）
  - 5月30日 - 赤、白、青の三色組別による運動会実施。
  - 11月8日 - 体育館裏側の校地境界にブロック塀が作られる。
- 1994年（平成6年）8月12日 - ピロティー改修工事終了。
- 1995年（平成7年）6月5日 - CDラジカセ18台を、通常クラス全てに設置。
- 1996年（平成8年）
  - 10月16日 - ブランコ・シーソー設置。
  - 11月29日 - 大型保冷庫（牛乳用）設置。
- 1997年（平成9年）4月30日 - パソコン21台設置。
- 1998年（平成10年）
  - 2月10日 スチール製竹馬40台設置。
  - 7月21日 - プールフェンス取り替え完了。
- 1999年（平成11年）10月1日 - 創立90周年を迎える。
- 2000年（平成12年）6月21日 - 固定遊具（すべり台付ジャングルジム）設置。
- 2001年（平成13年）9月14日 - 体育館屋根塗装及び外壁塗装工事。
- 2002年（平成14年）
  - 6月11日 - パソコン機種交換。
  - 6月24日 - 黒石市と校地隣接住民と境界の確認。
  - 7月31日 - プール濾過装置交換。
  - 8月1日 - 特殊教育棟1階プレールーム床及び一部天井の張り替え。2階プレールームの天井張り替えと照明器具交換。
- 2003年（平成15年）7月12日 - プールフェンス改修工事完了。
- 2004年（平成16年）8月20日 - 体育館フロアー修理完了。
- 2006年（平成18年）10月1日 - 校庭バックネット取り付け工事完了。
- 2009年（平成21年）
  - 8月 - 児童玄関入り口の戸及びピロティー壁の塗装塗り替え。
  - 10月3日 - 創立100周年記念式典挙行。記念事業協賛会より体育館ステージ幕一式と演壇の寄贈を受ける。
  - 12月18日 - 協賛会とPTA基金との協力による除雪機の寄贈を受ける。
- 2010年（平成22年）
  - 1月13日 - 各教室に地デジ対応テレビ設置。
  - 2月25日 - 業務用PC28台設置。
  - 3月9日 - 協賛会とPTAベルマーク基金との協力によるグランドピアノの寄贈を受け、体育館へ搬入。
  - 7月 - 玄関前横看板と児童玄関の靴棚・壁・床の塗装塗り替え。
- 2011年（平成23年）8月 - 児童玄関ホールから体育館までの壁面塗装塗り替え。
- 2012年（平成24年）10月 - 南棟外壁工事。
- 2013年（平成25年）8月 - 北棟耐震補強工事。
- 2015年（平成27年）7月 - 同月から8月にかけて、南校舎1階～3階の廊下・北校舎階段・通級昇降口の壁面塗り替え。
- 2016年（平成28年）
  - 3月 - 1学年・2学年・6学年教室の柱を塗り替え。
  - 7月 - 同月から8月にかけて、南校舎1階～3階の階段・体育館の壁面塗り替え。
- 2019年（令和元年）10月19日 - 閉校記念式典挙行[5]。
- 2020年（令和2年）
  - 3月19日 - 最後の卒業式挙行[6]。
  - 3月31日 - 黒石小学校に統合され、閉校[7]。

## 学区
昭和町、松葉町、岩木町、寿町、道北町、吉乃町、住吉町、一番町、末広、相野、松原（以下を除く:1番1号、1番2号、2番〜6番、7番(1号〜3号)、8番11号、16番2号、17番(1号・2号・18号)、19(1号・2号)、20番〜36番、37番1号、38(1号・2号)、40番〜48番、49番2号、50(1号・2号)、52番、53番）、野添町、北美町1丁目、北美町2丁目、北美町3丁目、緑ケ丘、ぐみの木1丁目、ぐみの木2丁目、ぐみの木3丁目、青山（112番以降）、野際1丁目、野際2丁目、野際3丁目、田中、北田中（字田中、字村後北）、作場町。

## 周辺
閉校時点
- 青森県道13号大鰐浪岡線[8]
- 弘南鉄道弘南線黒石駅[8]
- スポカルイン黒石
- ユニバース黒石駅前店
- 黒石郵便局

## 交通
- 弘南鉄道弘南線黒石駅から、徒歩約640m・約10分。
- 弘南バス
  - 「ぐみの木」バス停から、徒歩約320m・約5分。
  - 「ぐみの木十文字」バス停から、徒歩約150m・約2分。

## 参考資料
- 『青森県教育史 別巻』（青森県教育委員会・1973年12月20日発行）728頁「学校沿革 小学校 中郷小学校」に記載の年表。